# Abtenauer
L'Abtenauer est une race de petits chevaux de trait de la région d'Abtenau en Autriche, au sud-est de Salzbourg. C'est une variété plus petite du Noriker, qui a vécu dans l'isolement de sa vallée originelle. Cheval robuste à sang froid, il est utilisé pour les travaux en montagne. La race a été absorbée par le Noriker, et est désormais considérée comme partie intégrante de ce dernier.

## Histoire
L'Abtenauer a vécu isolé dans la vallée d'Abtenau, ce qui a, d'après Bonnie Lou Hendricks (université de l'Oklahoma, 2007), entraîné l'émergence de caractéristiques spécifiques les distinguant de la race Noriker.

## Description
D'après CAB International, ils toisent de 1,47  à   1,52 m ; Hendricks les cite comme la plus petite variété de la race Noriker, avec un squelette plus léger. La morphologie est réputée élégante, avec de solides jambes. Les poulains naissent parfois avec un pelage légèrement frisé.
La robe est le plus souvent noire, parfois alezane, ou noir rouannée,, mais de nombreuses variantes sont admises. Il ne porte en revanche jamais la robe tachetée comme chez d'autres variétés du Noriker, cette robe étant considérée comme indésirable par ses éleveurs.
La race est réputée pour la qualité de son trot. Ces chevaux sont élevés de façon extensive avec des bovins dans la montagne, montés à l'estive, mais nourris à la main une fois par semaine avec une pierre à sel afin d'éviter un retour à l'état sauvage. Le tempérament est réputé calme et volontaire

## Utilisations
La race est principalement employée au travail dans les montagnes de sa région originelle, grâce à son pied sûr.

## Diffusion de l'élevage
D'après Hendricks, la population est inférieure à une centaine d'individus. La race, en danger d'extinction, a été absorbée par le Noriker, et est désormais considérée comme partie intégrante de ce dernier.

## Dans la culture
D'après Hendricks, une expression populaire utilisée dans l'armée autrichienne dit d'un soldat bon marcheur qu'il « voyage comme un Abtenauer ».